# Центральнонімецька міська електричка

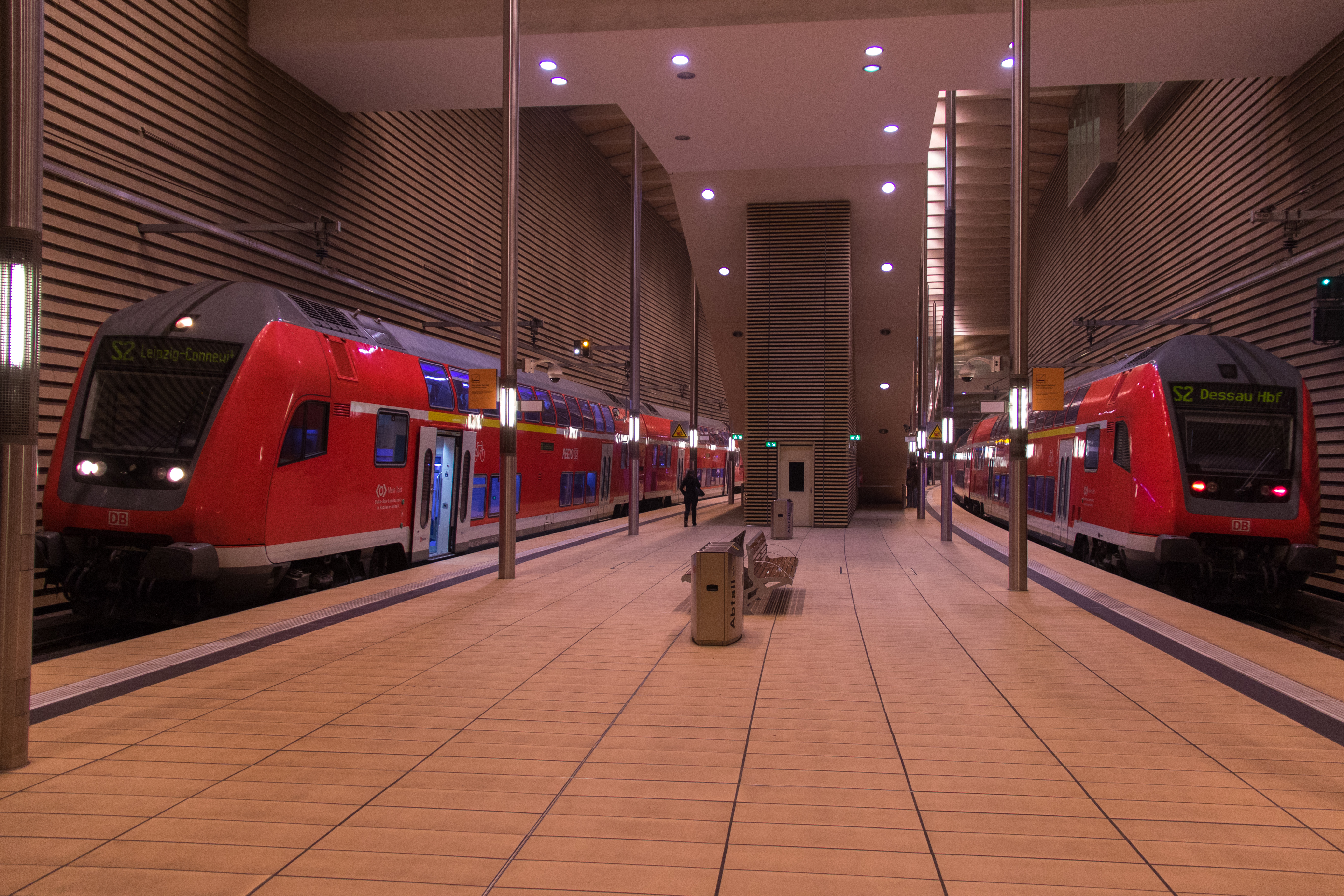
Колишні поїзди S-Bahn Mitteldeutschland і Regionalbahn у Лейпцизькому міському тунелі (станція Leipzig Markt)

Схема маршрутів S-Bahn Mitteldeutschland

S-Bahn Mitteldeutschland (центральнонімецька електричка) являє собою розширення попередньої S-Bahn Leipzig-Halle. Це електрична залізнична система громадського транспорту, що працює в столичному районі Лейпциг-Галле, Німеччина. Ця мережа S-Bahn (німецька абревіатура від Stadtschnellbahn — буквально «міська швидка залізниця») розвинулася з двох окремих мереж S-Bahn Галле (Заале) і Лейпцига, які були створені окремо в 1969 році, а потім з’єднані в 2004 році. З відкриттям Лейпцизького міського тунелю 15 грудня 2013 року мережа була розширена до федеральних земель Тюрингія та Бранденбург. Двоповерхові потяги з локомотивною тягою були замінені електричними потягами Bombardier Talent 2.
Його обслуговує DB Regio Südost, Verkehrsbetrieb Mitteldeutschland головним чином від імені Zweckverband für den Nahverkehrsraum Leipzig (ZVNL) і Nahverkehrsservicegesellschaft Sachsen-Anhalt GmbH (NASA), а також ще чотири органи громадського транспорту в Саксонії, Тюрингії та Бранденбургу.
Згідно з інформацією Deutsche Bahn, у перший рік експлуатації щоденний пасажиропотік становив 55 000 пасажирів, а загальна довжина маршрутів - 430 км. За перші два роки експлуатації було перевезено близько 20 мільйонів пасажирів. У 2017 році пасажиропотік склав майже 25 мільйонів пасажирів.

## Мережа
Загальноєвропейський тендер відбувся в серпні 2008 року, а обслуговування планувалося розпочати в грудні 2011 року. Але початокзатримався до грудня 2013 року (станом на січень 2010 року).
Після закінчення періоду оскарження, наданого регіональними транспортними органами 21 вересня 2010 року, остаточне управління реструктуризованою мережею, тепер відомою як S-Bahn Mitteldeutschland, було передано дочірній компанії Deutsche Bahn S-Bahn Mitteldeutschland GmbH. Конкурент Veolia не заперечував проти цього, але розкритикував DB за його розрахунок на основі того, що запропонований транспортний засіб - Bombardier Talent 2 - ще не був схвалений.
З 11 грудня 2022 року працюють дванадцять ліній S-Bahn:
| Номер лінії | Маршрут | Інтервал руху (хв.)     |
| ----------- | --- | ----------------------- |
| S1          | Leipzig Miltitzer Allee – Le Karlsruher Straße – Le Allee Center – Le-Grünauer Allee – Le-Plagwitz – Le-Lindenau – Le-Leutzsch – Le-Möckern – Le Coppiplatz – Le-Gohlis – Leipzig Hbf (tief) – Leipzig Markt – Le Wilhelm-Leuschner-Platz – Le Bayerischer Bahnhof – Leipzig MDR – Le Völkerschlachtdenkmal – Leipzig-Stötteritz | 30                      |
| S10         | Leipzig Miltitzer Allee – Le Karlsruher Straße – Le Allee Center – Le-Grünauer Allee – Le-Plagwitz – Le-Lindenau – Le-Leutzsch – Le-Möckern – Le Coppiplatz – Le-Gohlis – Leipzig Hbf | 30 (Пн-Пт)              |
| S2          | Jüterbog – Niedergörsdorf – Blönsdorf – Zahna – Bülzig – Zörnigall – Lutherstadt Wittenberg Hbf | разові поїздки          |
| S2          | Lutherstadt Wittenberg Hbf – Pratau – Bergwitz – Radis – Gräfenhainichen – Burgkemnitz – Muldenstein – Bitterfeld | 120                     |
| S2          | Dessau Hbf – Dessau Süd – Marke – Raguhn – Jeßnitz (Anh) – Wolfen (Kr Bitterfeld) – Greppin – Bitterfeld | 120                     |
| S2          | Bitterfeld – Petersroda – Delitzsch unterer Bf | 30 (Пн-Пт) 60 (вихідні) |
| S2          | Delitzsch unterer Bf – Zschortau – Rackwitz (b Leipzig) – Leipzig Messe – Le Essener Straße – Le Nord – Leipzig Hbf (tief) – Leipzig Markt – Le Wilhelm-Leuschner-Platz – Le Bayerischer Bahnhof – Leipzig MDR – Le Völkerschlachtdenkmal – Leipzig-Stötteritz | 30                      |
| S3          | Hl-Nietleben – Hl-Neustadt – Hl Zscherbener Straße – Hl-Südstadt – Hl-Silberhöhe – Hl Rosengarten – Halle (Saale) Hbf – Halle Messe – Dieskau – Gröbers – Großkugel – Schkeuditz West – Schkeuditz – Le-Lützschena – Le-Wahren – Le Slevogtstraße – Le Olbrichtstraße – Leipzig-Gohlis – Leipzig Hbf (tief) – Leipzig Markt – Le Wilhelm-Leuschner-Platz – Le Bayerischer Bahnhof – Leipzig MDR – Le Völkerschlachtdenkmal – Leipzig-Stötteritz – Le Anger-Crottendorf – Le-Engelsdorf – Borsdorf – Gerichshain – Machern (Sachs) – Altenbach – Bennewitz – Wurzen | 30                      |
| S3          | Wurzen – Kühren – Dahlen (Sachs) – Oschatz | 60                      |
| S4          | Falkenberg (Elster) – Rehfeld (b Falkenberg/Elster) – Beilrode – Torgau | 120                     |
| S4          | Torgau – Mockrehna – Doberschütz – Eilenburg Ost – Eilenburg – Jesewitz (b Leipzig) – Pönitz (b Leipzig) – Taucha (b Leipzig) | 30/30/60                |
| S4          | Taucha (b Leipzig) – Le-Heiterblick – Le-Thekla – Le Mockauer Straße – Le Nord – Leipzig Hbf (tief) – Leipzig Markt – Le Wilhelm-Leuschner-Platz – Le Bayerischer Bahnhof – Leipzig MDR – Leipzig-Connewitz – Markkleeberg Nord – Markkleeberg – Markkleeberg-Großstädteln – Markkleeberg-Gaschwitz | 30                      |
| S5          | Halle (Saale) Hbf – Flughafen Leipzig/Halle – Leipzig Messe – Leipzig Hbf (tief) – Leipzig Markt – Le Wilhelm-Leuschner-Platz – Le Bayerischer Bahnhof – Leipzig MDR – Leipzig-Connewitz – Markkleeberg Nord – Markkleeberg – Böhlen (b Leipzig) – Böhlen Werke – Neukieritzsch – Deutzen – Regis-Breitingen – Treben-Lehma – Altenburg | 60                      |
| S5          | Altenburg – Lehndorf (Kr Altenburg) – Gößnitz – Ponitz – Crimmitschau – Schweinsburg-Culten – Werdau Nord – Werdau – Steinpleis – Lichtentanne (Sachs) – Zwickau (Sachs) Hbf | 120                     |
| S5X         | Halle (Saale) Hbf – Flughafen Leipzig/Halle – Leipzig Messe – Leipzig Hbf (tief) – Leipzig Markt – Le Wilhelm-Leuschner-Platz – Le Bayerischer Bahnhof – Leipzig MDR – Le-Connewitz – Markkleeberg Nord – Markkleeberg – Böhlen (b Leipzig) – Altenburg – Gößnitz – Crimmitschau – Werdau – Zwickau (Sachs) Hbf | 60                      |
| S6          | Leipzig Messe – Leipzig Essener Straße – Leipzig Nord – Leipzig Hbf (tief) – Leipzig Markt – Le Wilhelm-Leuschner-Platz – Le Bayerischer Bahnhof – Leipzig MDR – Leipzig-Connewitz – Markkleeberg Nord – Markkleeberg – Markkleeberg-Großstädteln – Markkleeberg-Gaschwitz – Großdeuben – Böhlen (b Leipzig) – Böhlen Werke – Neukieritzsch – Lobstädt – Borna (b Leipzig) | 30                      |
| S6          | Borna (b Leipzig) – Petergrube – Neukirchen-Wyhra – Frohburg – Geithain | 60                      |
| S7          | Halle (Saale) Hbf – Hl Rosengarten – Hl-Silberhöhe – Hl-Südstadt – Angersdorf – Zscherben – Teutschenthal Ost – Teutschenthal – Wansleben am See – Amsdorf – Röblingen am See – Erdeborn – Lutherstadt Eisleben | 60                      |
| S7          | Lutherstadt Eisleben – Wolferode – Blankenheim – Riestedt – Sangerhausen | разові поїздки          |
| S8          | Jüterbog – Niedergörsdorf – Blönsdorf – Zahna – Bülzig – Zörnigall – Lutherstadt Wittenberg Hbf | разові поїздки          |
| S8          | Lutherstadt Wittenberg Hbf – Pratau – Bergwitz – Radis – Gräfenhainichen – Burgkemnitz – Muldenstein – Bitterfeld | 120                     |
| S8          | Dessau Hbf – Dessau Süd – Marke – Raguhn – Jeßnitz (Anh) – Wolfen (Kr Bitterfeld) – Greppin – Bitterfeld | 120                     |
| S8          | Bitterfeld – Roitzsch (Kr Bitterfeld) – Brehna – Landsberg (b Halle/Saale) – Hohenthurm – Halle (Saale) Hbf | 30 (Пн-Пт) 60 (вихідні) |
| S9          | Halle (Saale) Hbf – Peißen – Reußen – Landsberg (b Halle/Saale) Süd – Klitschmar – Kyhna – Delitzsch oberer Bahnhof – Hohenroda – Krensitz – Kämmereiforst – Eilenburg | 120/60                  |
| S47         | Halle-Trotha – Hl Wohnstadt Nord – Hl Zoo – Hl Dessauer Brücke – Hl Steintorbrücke – Halle (Saale) Hbf | 60                      |

З початку роботи S-Bahn Mitteldeutschland фіксує щорічне збільшення кількості пасажирів і сьогодні має понад 60 000 користувачів за робочий день. Лінія, яка користувалася найбільшим попитом у 2015 році, була об’єднаною лінією S5/S5X із понад 15 200 пасажирів щодня, за нею йшли S1 (13 900), S3 (13 700), S4 (11 500) і S2 (4 000). Ці цифри все ще стосуються робочого статусу до реформи мережі в грудні 2015 року і тому не є репрезентативними для поточної мережі. У 2014 році лінією S7 скористалися близько 4000 мандрівників.
У 2014, 2015 і 2016 роках спостерігалося зростання пасажиропотоку на всіх лініях. У 2014 році на S-Bahn Mitteldeutschland у мережі S-Bahn було нараховано 57 765 пасажирів на день. З 60 421 пасажиром на день (з понеділка по п’ятницю 2015 року) було досягнуто рівня, на якому базується прогноз трафіку для Міського тунелю. Кількість пасажирів S-Bahn між Лейпцигом і Галле зросла з 18 000 (2014) до 21 500 (2015).

## Історія

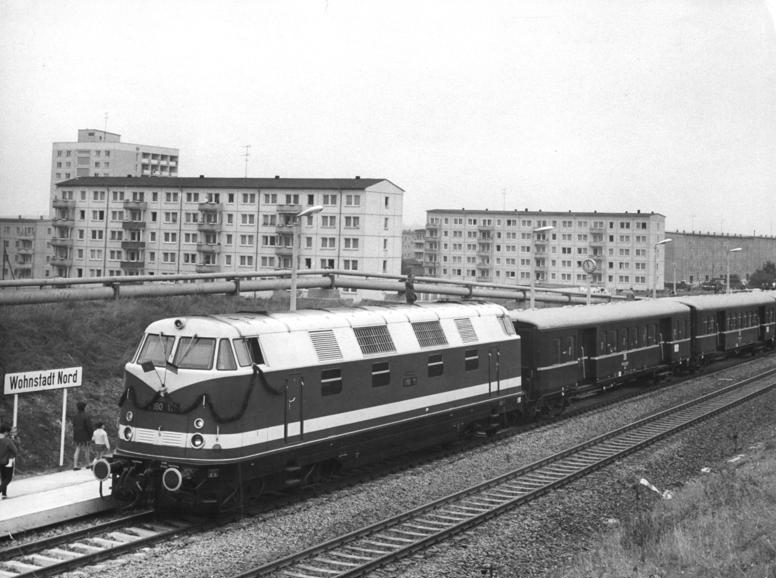
Запуск поїзда 27 вересня 1969 року

Коріння S-Bahn Mitteldeutschland сягає двох окремих мереж S-Bahn у Галле та Лейпцигу, які були створені окремо в 1969 році, а потім з’єднані в 2004 році.

### Мережа Галле
Раніше мережа Галле з’єднувала північний район Трота U-подібним маршрутом через головний залізничний вокзал із житловим передмістям Галле-Нойштадт на західному березі Заале, а потім до останньої зупинки Галле-Долау. Тим часом ділянка колії від Галле-Нітлебен до Галле-Долау була покинута.

### Лейпцизька мережа

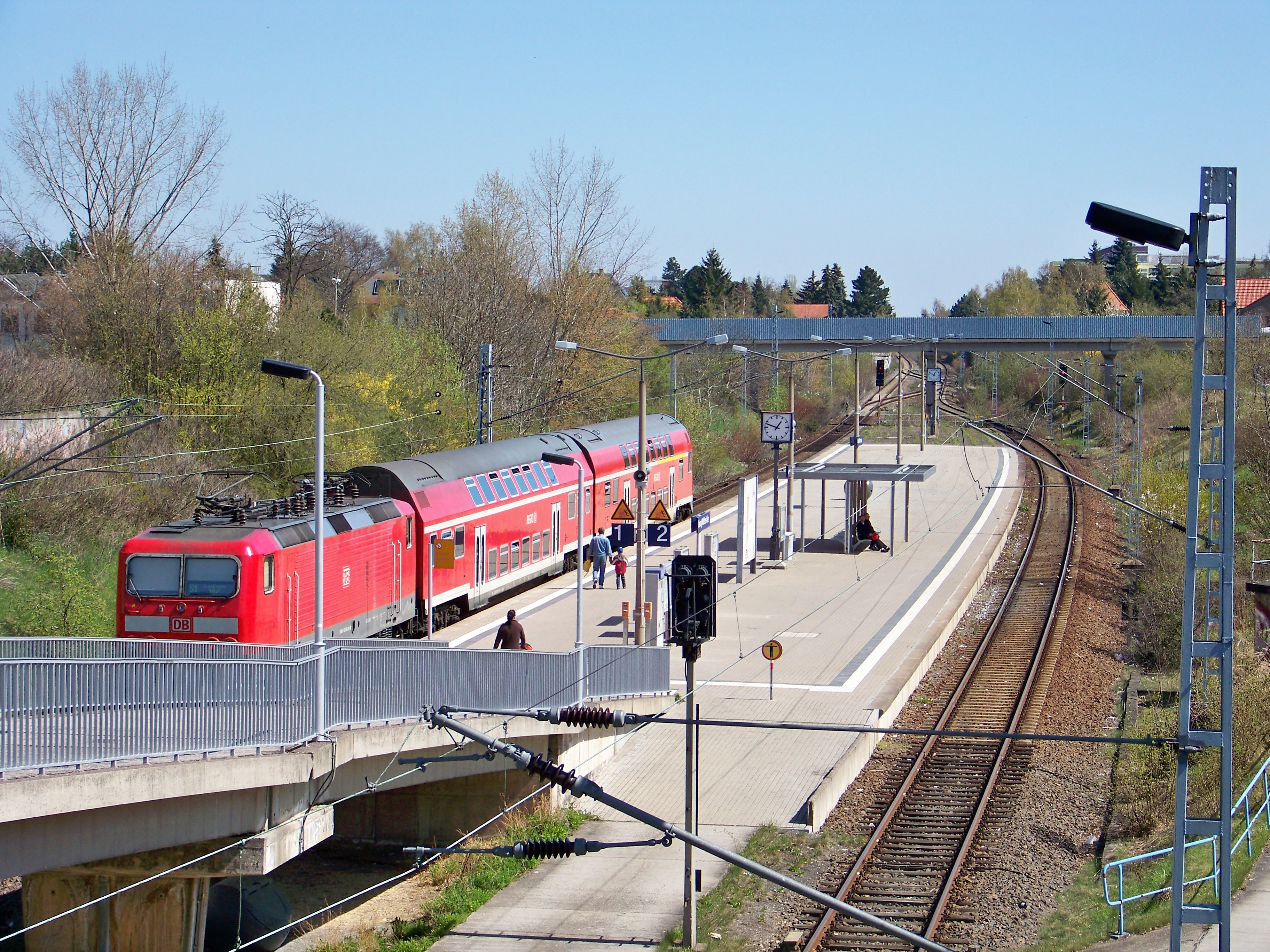
Поїзд S-Bahn лінії S1 на кінцевій станції Miltitzer Allee

Мережа маршрутів Лейпцига починалася на північ від головного залізничного вокзалу (кінцева станція), обходячи місто з обох сторін і з’єднуючись на півдні в Марклеберзі. Ця лінія була протягнута кільцевою лінією в обох напрямках, яка йшла до Гашвіца на півдні. Пізніше лінії були побудовані до Вурцена на сході та Грюнау на заході.
29 лютого 1968 року уряд Leipzig Bezirk вирішив побудувати мережу S-Bahn. Уже на весняній виставці була продемонстрована система «швидкого транзиту» у стилі S-Bahn між головним вокзалом і новою зупинкою Messegelände (Виставковий центр). До 12 липня 1969 року мережа S-Bahn була розширена, щоб впоратися з інтенсивністю руху 5-го Східнонімецького фестивалю гімнастики та спорту (нім. Turn- und Sportfest der DDR). Дві гілки були названі S1 і S2. Перші два дні проїзд був безкоштовним для пасажирів, що призвело до переповненості. Тоді вартість проїзду була встановлена абсурдно високою: одна поїздка коштувала 50 пфенігів, поїздка на коротку відстань до п’яти станцій коштувала 30 пфенігів. Перехід на транспорт, який обслуговує Leipziger Verkehrsbetriebe (LVB), або моторизований транспорт, вимагав нового квитка, хоча комбіновані місячні квитки були видані. На відміну від цього, квиток на одну поїздку в місті Берлін (з пересадкою) коштував лише 20 пфенігів, а поїздки на LVB могли коштувати лише 16,7 пфенігів за використання карток для кількох поїздок.

### Об'єднання обох мереж у Leipzig-Halle S-Bahn у 2004 році

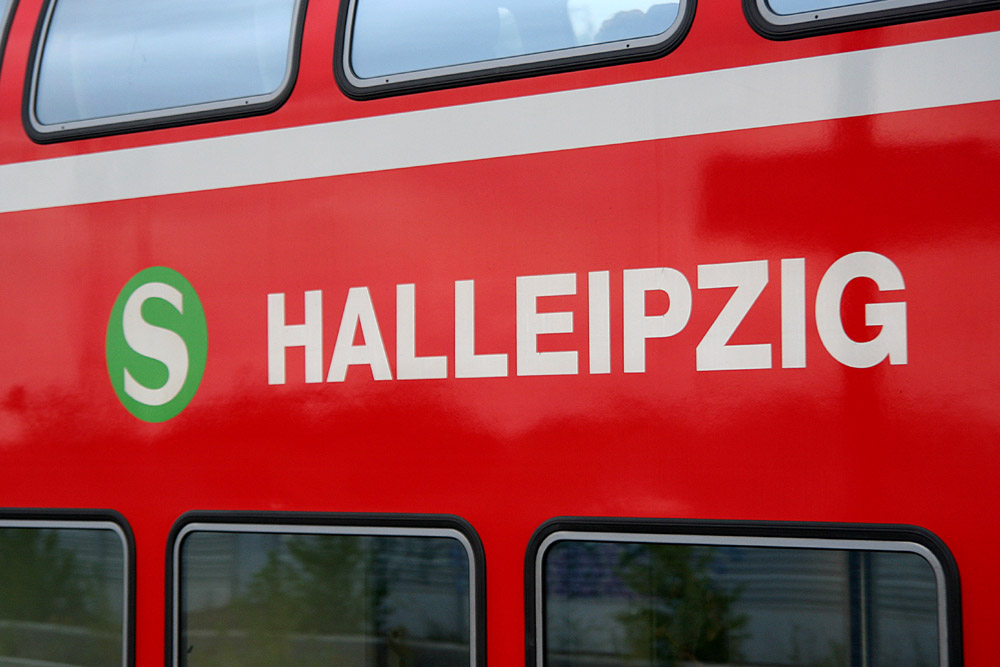
Написи на вагоні S-Bahn Галле–Лейпциг

Незважаючи на те, що щільне приміське сполучення між Лейпцигом і Галле існувало вже протягом десятиліть (з 1928 року на цьому маршруті курсували автобуси з електроприводом, а пізніше серія ET 41), спеціальний тариф на лінії ніколи не вводився.
19 березня 2002 року в Галле почалися будівельні роботи для нового маршруту приміського поїзда між двома містами. Введення в експлуатацію проекту вартістю 234 мільйони євро було заплановано на грудень 2004 року. Витрати на будівництво були сплачені в основному федеральним урядом Німеччини (135 мільйонів євро) і землями Саксонія-Ангальт (39 мільйонів євро) і Саксонія (34 мільйони євро). Проект було завершено за графіком 12 грудня 2004 року.
У Лейпцигу маршрут пролягає від головного вокзалу прямо над початковим маршрутом, яким протягом десятиліть йшли тільки вантажні поїзди залізничної компанії Магдебург-Лейпциг до Лейпцига-Варен. Існуюча лінія RegionalBahn 56 через Wiederitzsch була замінена лінією S-Bahn. У результаті час у дорозі 36 хвилин не змінився, незважаючи на додані п’ять зупинок. З 5 грудня маршрут RB 56 відновлено в пробному рейсі з пасажирами. Крім того, потяги RegionalExpress лінії 5 взяли на себе роль «Експрес S-Bahn», який курсує з 30 червня 2003 року, у спеціальному погодинному сполученні до аеропорту Лейпциг/Галле. Немає необхідності запроваджувати спеціальний тариф через існування Mitteldeutschen Verkehrsverbundes із серпня 2001 року.

## Рухомий склад

### Колишній

#### Двоповерхові вагони

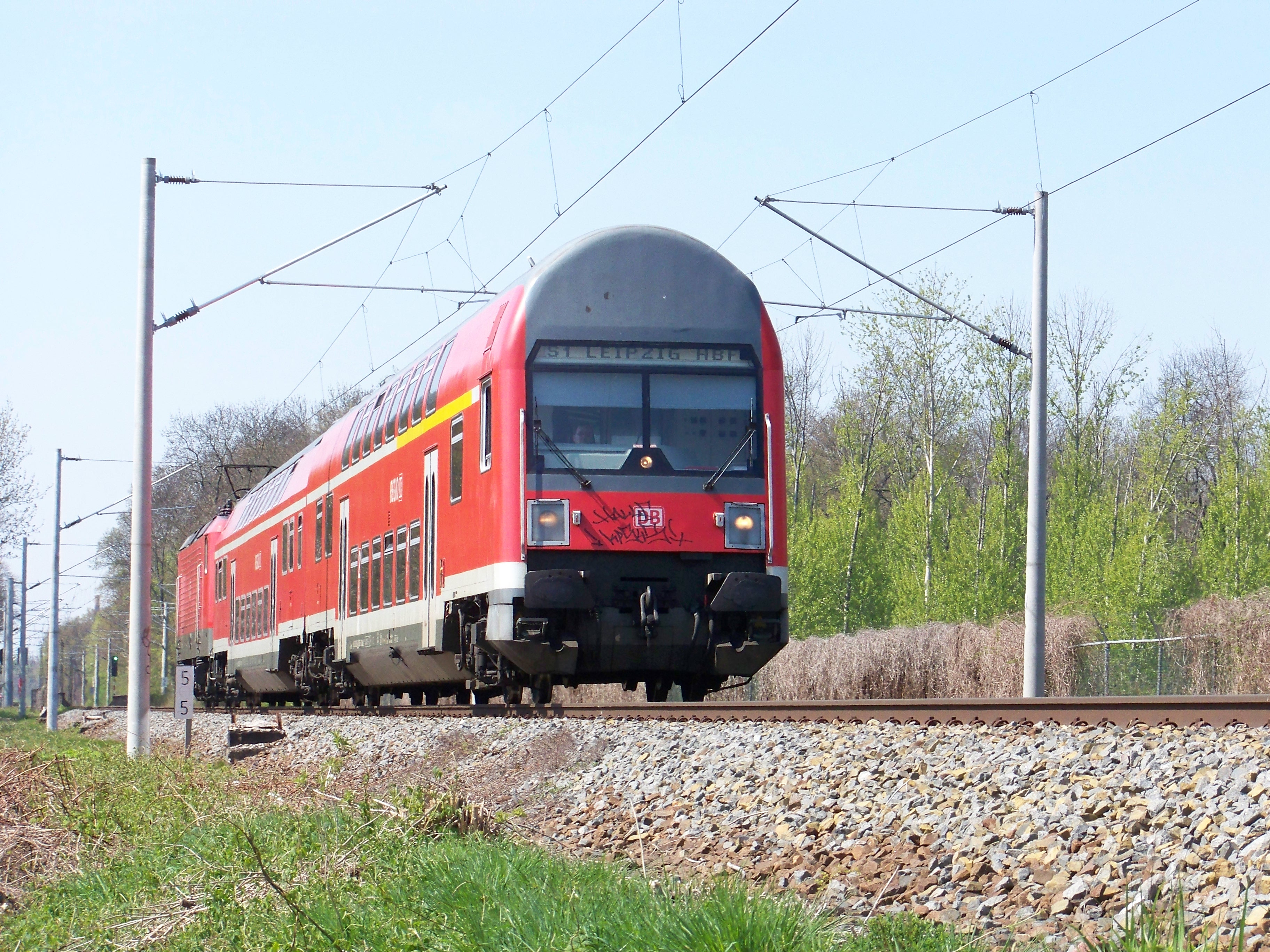
Модернізований двоповерховий поїзд S1 з вагоном 1992 року випуску в квітні 2010 року між Лейпциг-Лойч і Лейпциг-Мекерн у типовій червоній лівреї «DB-red»

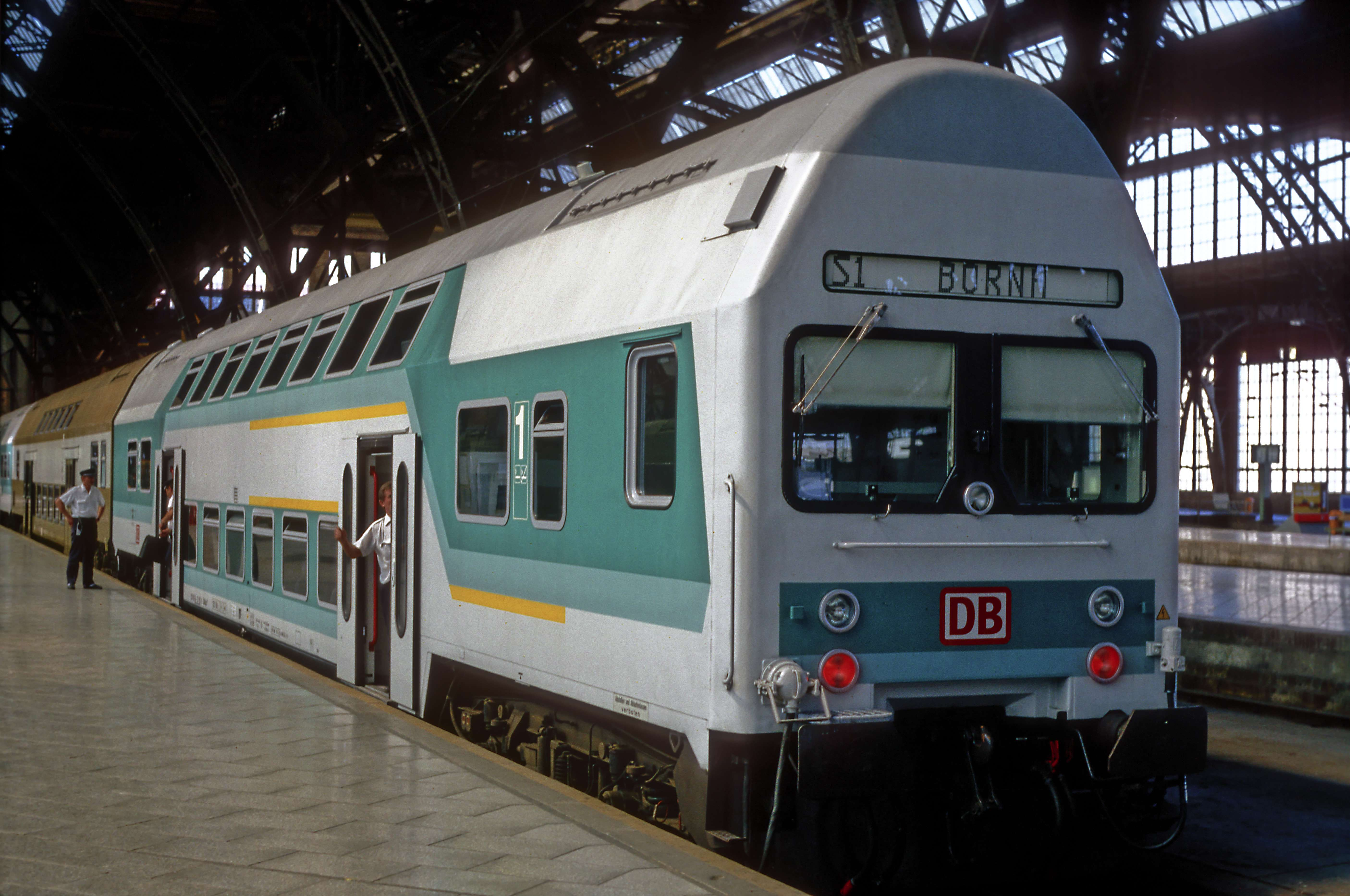
Частково модернізований двоповерховий потяг зі старим вагоном управління в 1995 році на головному залізничному вокзалі Лейпцига

До грудня 2013 року використовувалися модернізовані двоповерхові вагони 1970-х років у конфігурації Тягни-Штовхай із використанням локомотива та моторних вагонів, вироблених у 1992 році. Для S10 у 2004 році було придбано нові двоповерхові вагони. Раніше вони були зазвичай використовулися тільки на цій лінії.
Перед завершенням будівництва всіх електричних вагонів Talent 2 Deutsche Bahn залучив використання локомотивів класу 182 у поєднанні з Doppelstockwagen для надання послуг S-Bahn. Хоча локомотив мав максимальну швидкість 230 км/год, компанія Doppelstockwagen обмежила її до 160 км/год. Після поставки одиниць Talent 2 ці локомотиви повернулися до звичної роботи на Deutsche Bahn, однак час від часу використовуються як додаткові послуги S-Bahn .

### Теперішній

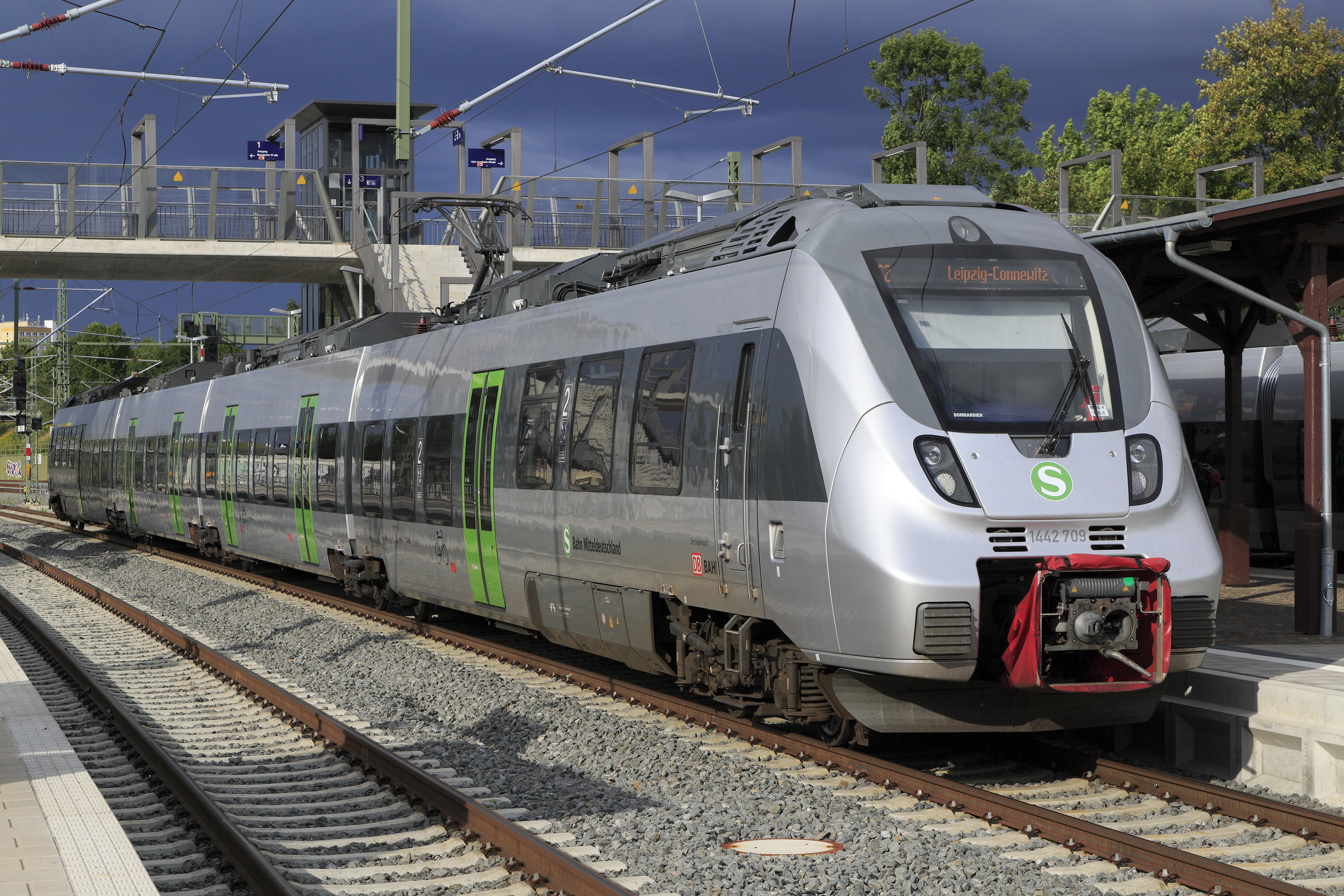
Одна з 15 довгих поїздів на станції Лейпциг-Конневіц

У грудні 2013 року компанія S-Bahn Mitteldeutschland GmbH замовила загалом 51 електричний поїзд Bombardier Talent 2 для обслуговування пасажирів і ще 29 одиниць у 2016 році. 55 поїздів мають три секції, 15 — чотири секції, 10 — 5 секцій. Нові транспортні засоби мають максимальну швидкість 160 км/год і оформлені в сріблясто-зелений колір, а не в типовий «червоний колір» для Deutsche Bahn. Загальна сума інвестицій у нові поїзди склала близько 200 мільйонів євро. Потяги Talent 2 також використовуються в центральній Німеччині на маршрутах RE від Лейпцига до Дрездена та Лейпцига та Котбуса.